# Torre de Broadway

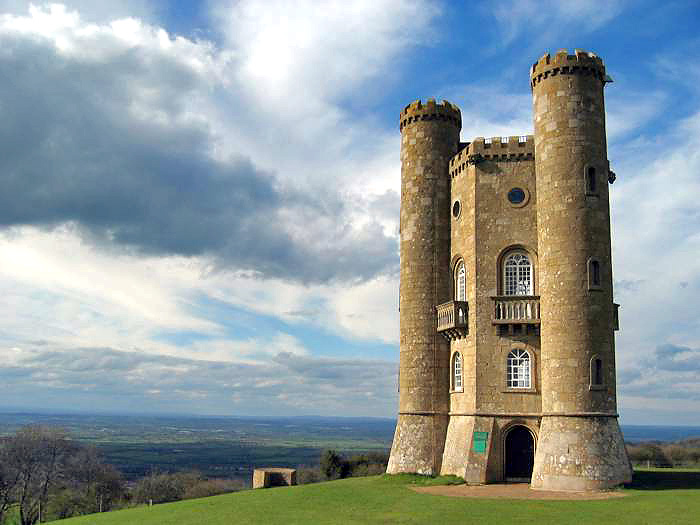
Vista lateral da Broadway Tower, mostrando a entrada.

A Broadway Tower é um folly situado em Broadway Hill, na estrada A44 entre Evesham e Moreton-in-Marsh, uma milha a sudeste da aldeia de Broadway, Worcestershire, Inglaterra, no segundo ponto mais alto das Cotswolds. A torre tem 17 metros de altura e a sua base está 312 metros de altitude. Em dias de tempo aberto, treze condados da Inglaterra podem ser vistos do alto da torre, do Severn Valley até as montanhas galesas. Hoje, é uma atração turística com várias mostras abertas ao público mediante  o pagamento duma pequena taxa.

## História

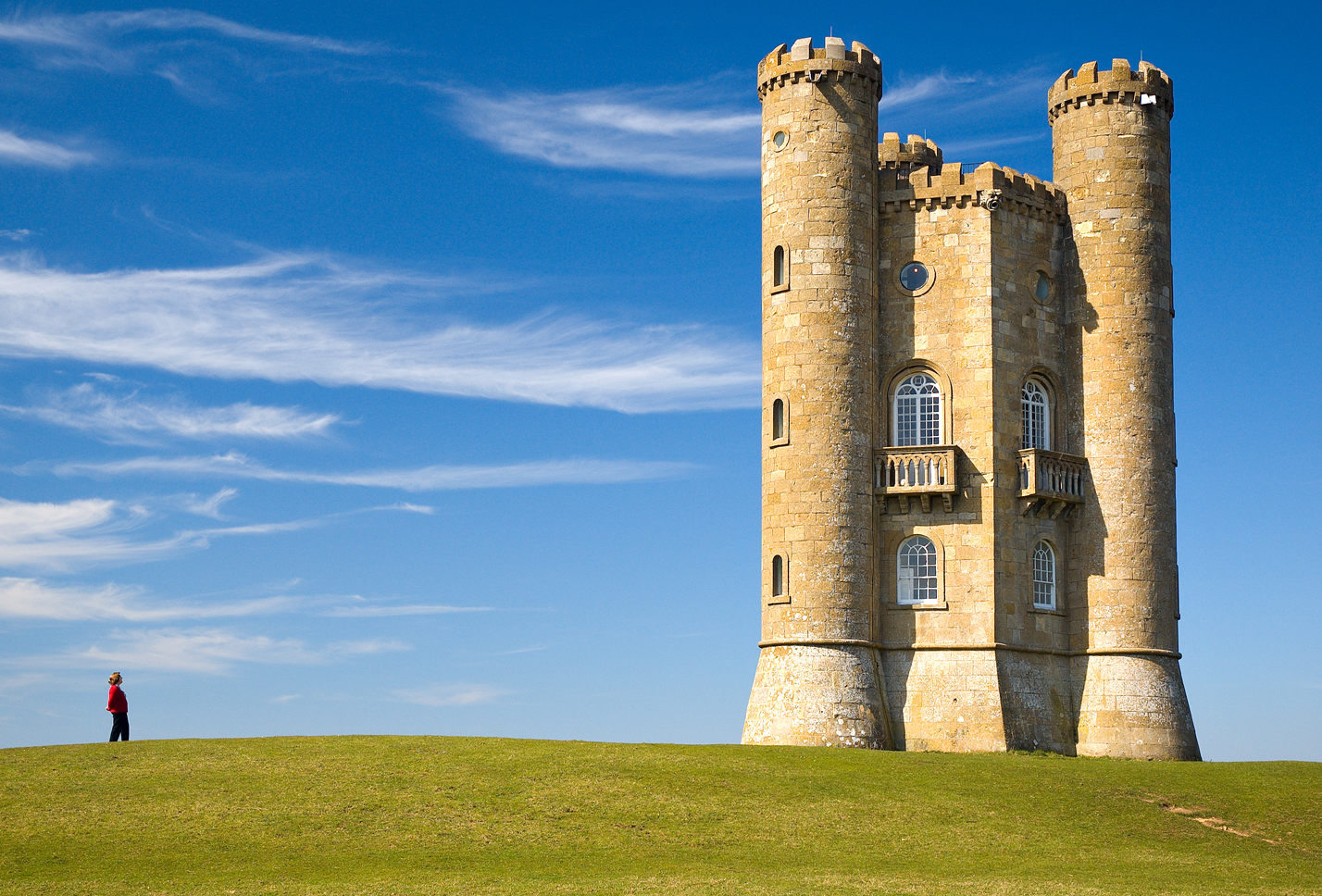
Vista da Broadway Tower, Cotswolds, Inglaterra.

A torre "saxã" foi projetada por James Wyatt em 1794 para assemelhar-se a um falso castelo, e construída por Lady Coventry em 1797. A torre foi construída numa colina "farol", onde fogos eram acesos em ocasiões especiais. Lady Coventry especulava se um farol sobre esta colina poderia ser visto da residência dela, em Worcester (a aproximadamente 35 km de distância), e patrocinou a construção do folly para descobrir. O farol pôde ser visto claramente.
Através dos anos, a torre serviu de lar para a gráfica de Sir Thomas Phillipps, e como retiro campestre para vários artistas, incluindo William Morris.
A torre está situada em Cotswold Way; pode-se chegar facilmente ao edifício seguindo a Cotswold Way a partir da estrada A44 em Fish Hill, ou por uma subida íngreme que sai da aldeia de Broadway.